# Madonna della torre dei Frisoni
La Madonna della torre dei Frisoni è una scultura in legno di noce conservata presso il museo Schnütgen di Colonia, attribuibile a un artista locale e databile al 1370-1380. È uno degli esemplari più antichi e migliori delle Belle Madonne, un'iconografia tipica nella scultura dell'Europa centrale nella prima metà del XV secolo.

## Storia
Fonti ottocentesche, risalenti all'epoca della musealizzazione della statua, citano la torre dei Frisoni di Colonia come suo luogo d'origine, un'antica porta urbica della città demolita nel 1882. Tali fonti, tuttavia, ad oggi non sono più verificabili.

## Descrizione
La statua è una semplice Madonna col Bambino eretta, con sviluppo del corpo leggermente sinuoso. Il mantello della Madonna è delicatamente drappeggiato, con una concentrazione di pieghe tubolari in corrispondenza dell'anca sinistra, sotto il Bambino. Il mantello termina al ginocchio, lasciando scoperta la veste inferiore. Tutta la stoffa è tenuta aderente al corpo, accompagnando l'ondeggiante verticalità della statua con un misurato equilibrio di pieghe e archi. Le pieghe stesse sono piatte e prive di volume.
Lo stato di conservazione è complessivamente buono, con il mantenimento della sbiadita policromia originale. Tuttavia, sia la Madonna, sia il Bambino sono mancanti dell'avambraccio destro.

## Stile
Le fattezze stilistiche della statua possono essere rapportate alle sculture nella strombatura del portale di San Pietro all'ingresso sud del duomo di Colonia, i cui originali sono conservati nel Kolumba, il museo diocesano della città, e riconducibili alla cerchia dei Parler. Questa Madonna col Bambino è ad esse contemporanea ma è riferibile a un ambito artistico differente, che tratta i drappeggi in modo meno rettilineo e mette più in risalto l'incarnato dei volti. L'opera è quindi databile al decennio 1370-1380.
Questa datazione ne fa uno dei più antiche esemplari di Belle Madonne, e allo stesso tempo uno dei più pregevoli. Si trattava di statue di carattere esclusivamente devozionale, senza reliquie all'interno e sempre definite da uno stile raffinato e idealizzato, che ebbero la loro massima diffusione nell'Europa centrale della prima metà del XV secolo.